# 3329 Golay
3329 Golay este un asteroid din centura principală, descoperit pe 12 septembrie 1985, de Paul Wild.